# 饮水思源 (FLL2017-2018赛季主题)
饮水思源（Hydro Dynamics）是FIRST乐高联赛2017-2018赛季的主题。本赛季主要关注关于水循环以及人类可以影响水循环的方式。   每个比赛都有两个组成部分：课题研究和场地赛。比赛团队只有几个星期时间来准备比赛。.

## 课题研究
比赛主办方邀请每一个团队去寻找一个存在于水循环（或人类利用水的方式）中的问题，研究这个问题并寻找可能并且可行的解决方案。然后，比赛团队可以通过改进以前的问题解决方案或者是设计一个新的解决方案来解决问题。比赛团队最终将创建一个报告，并在报告中描述了他们对他们发现的问题的解决方案，以及如何具体实现这个解决方案，并在各级比赛中呈现给评委看，评委根据报告的内容来给分。

## 场地赛
“饮水思源”赛季（即FIRST乐高联赛2017-18赛季）的场地赛部分是在一个4x8英尺的场地上进行的，场地上覆盖有塑料场地膜和木板边缘。 每个比赛团队必须使用乐高Mindstorms机器人套装搭建比赛机器人来参加场地赛。在场地赛中，两个场地被彼此相互摆放，每个场地上只有一个机器人。比赛持续两分半钟，由一个比赛团队的机器人完成，使用提前编程的程序完成团队规划完成的任务（因为绝大部分团队无法完成所有任务）。

### 任务
“饮水思源”赛季的场地赛任务围绕着水的净化、运输和使用中的各个方面。场地赛任务及其分数的清单如下：
- 移除管道-20分
- 移除水管-20分
- 送水-25分
- 搬动水泵部件-20分
- 降雨-20分
- 过滤-30分
- 水处理-20分
- 开启喷泉-20分
- 检查2个井盖-15分，30分奖励
- 移动三脚架--部分位于目标区域内15分，完全位于目标区域内20分
- 装水管15分，完全位于目标区30分
- 施肥-30分
- 浇花-30分，30分奖励
- 挖水井-部分进入目标区域15分，完全进入目标区域25分
- 灭火-25分
- 集水-至少一个雨水模型10分，清水模型每个10分，30分奖励
- 移动蒸馏器-20分，15分奖励
- 接水-25分